# ダーク・シェル 檻の中の艶
『ダーク・シェル 檻の中の艶』（ダーク・シェル おりのなかのなまめき）は、2003年にアダルトアニメレーベルであるblue eyesから発売されたアダルトアニメ。アダルトアニメの監督業で知られた金澤勝眞が原作を手掛けてblue eyesから発表した『ハイヌウェレ 収穫の夜』に続く第2弾作品。全2話。
内戦下に置かれたパラレルワールドの現代日本を舞台としており、軍人の男性たちに守られる代わりに身体を要求されて凌辱される民間人の女性たちを描く。

## ストーリー
これは、2つの勢力に分かれての内戦が続いている、別世界の「日本」を舞台とする物語である。
内戦の影響で、住んでいた街を追われた一般人女性の一団は、黒田率いる部隊に引き連れられてどこにあるのかもわからぬ避難場所へと目指していた。黒田とその部下の兵士たちは女性たちを守りながら、時には敵対勢力の兵士たちと交戦してでも守っていたのだが、それと引き換えに彼女たちの体を要求し、彼女たちも自力で生き延びる力を持たないため、その要求に応えざるを得なかった。彼女たちにとってそれは苦痛ではあったが、しかしそれでも性的な本能や欲情には逆らえず、絶頂へと至るのであった。
そのような中、敵対勢力の兵士たちとは異なる、たった1人で行動する謎の女性スナイパーの手によって、一同は執拗に狙われる。女性を凌辱する兵士も、兵士に凌辱される女性も次々と殺されていく中、問題のスナイパーがなぜこのような行動に及ぶに至ったのかが、次第に明らかになっていく。それは、内戦下にあってもそれなりに平和で安全で幸福な日々を過ごしていた1人の女性が、情勢の変化の中で味わった天国と地獄そのものであった。

## 登場人物
黒田 隆道（くろだ たかみち）
逃亡難民の女性たちを引率する、緑の野戦服を着用する勢力に属する一部隊のリーダーで、階級は軍曹。優香とは以前からの知り合い。しかし内戦の中で女性に対して歪んだ考えを持つようになり、それは優香に対しても例外ではない。
福島 浩（ふくしま ひろし）
黒田の部下で階級は陸士。清音とは幼馴染で恋人同士という関係。本来は気弱で軍人に向いた性格ではなかったが、清音が細川に侵された挙句殺されたり、亜紀から嗾けられた結果女性を犯す側の人間へと化す。
細川 大輔（ほそかわ だいすけ）
黒田の部下で階級は陸士。戦闘能力に長けるだけでなく要領もよく、黒田からは気に入られている。その一方で弱い者虐めと女が大好きという歪んだ人間性を有し、福島の彼女である清音に手を出すという暴挙に及んだ。
小早川 亜紀（こばやかわ あき）
黒田の部下の女性志願兵で、名前こそ純日本風であるが、純粋な日本人ではなく褐色の肌を持つクォーター。黒田の片腕兼愛人で、逃亡難民の女性たちの前で黒田と性行為に及ぶという羞恥心が欠如している面を持つが、劇中の宇喜多姉妹に接する様子を見る限り、黒田よりは親身な人物である。
なお、女性で志願兵という立場もあってか、彼女のみ野戦服のボトムが白のミニスカートとなっている。
宇喜多 智子（うきた ともこ）
家族を殺されて逃亡難民となった女性。家族で唯一生き残った妹の萌が精神を病んだため、必要以上なまでに気にかけている。
ラストに登場する、「内戦が起こるも、既に終結して久しい平和な日本」においては、萌と一緒に海岸へ遊びに来ていたところで薫子と顔を合わせている。
なお劇中では丈の短い半袖の赤シャツに、サスペンダー付きの七部丈の白ズボンという、いわゆる「へそ出しルック」という装いをしており、ラストにおける「平和な日本の海岸」での装いは青紫のスリングショットタイプの水着という、露出度の高い服装を好む傾向である女性であった（ただし優香と同じく、彼女自身がスカートを着用する場面は無い）。
宇喜多 萌（うきた もえ）
逃亡難民にして智子の妹。元々は明るく元気な性格であったが、家族を殺され、自身もレイプされた結果精神を閉ざし、智子の陰に隠れるようになった。
ラストに登場する、「内戦が起こるも、既に終結して久しい平和な日本」においては、性格は明るく元気で、ちょっとした不注意が原因で薫子と顔を合わせることとなった。
石田 理恵（いしだ りえ）
逃亡難民の女性。気が弱いほうだが使命感はあり、萌の面倒を見ている。また、軽度の男性恐怖症のきらいがあるものの、優しい性格の福島には淡い思いを抱いていた。しかし、人が変わった福島のレイプの最初のターゲットにされてしまう。
大谷 清音（おおたに きよね）
逃亡難民の女性。正義感が強く明るい性格で、なおかつ幼馴染の福島とは将来を約束していたのだが、細川に目を付けられたのをきっかけに運命が一転する。
小西 優夏（こにし ゆうか）
逃亡難民の女性。元々は黒田と縁がある一方で夫も子供もいる身であったのだが、内戦の中で夫や子供とは離れ離れになり、黒田らに頼っている。しかし、彼やその部下たちの横暴な振る舞いを前に、密かに他の女性たちと一緒に安全な場所へと逃れようと考えるも謎のスナイパーの存在もあって事は思い通りにはいかなくなってしまう。
立花 慶太（たちばな けいた）
黒田たちが属する勢力と敵対関係にある、白の野戦服を着用する軍勢力の統治下にある街の若者で、薫子の幼馴染。薫子とは将来を誓い合う一方、内戦の激化によって他の若い男同様に軍への志願を決意する。その一方で薫子への思いは変わらず、味方の兵士が彼女を襲った時はこれを守ろうと体を張る誠実な男であった。しかし、最終的には街へと攻め込んできた緑の野戦服を着た兵士たちに薫子共々取り囲まれ、殺されてしまった。
なお、劇中において薫子と星空の下で性交（夜間だが屋外での性交なので、いわゆる青姦とも言えるが）に及んでいるが、これは本作劇中で唯一の、邪な思いのない純粋な恋人同士の和姦であった。
ラストに登場する、「内戦が起こるも、既に終結して久しい平和な日本」においては、彼は殺されることなく生存しており、薫子とも恋人同士の関係であった。
島津 薫子（しまづ かおるこ）
黒田らを狙う謎のスナイパーの正体である女性。元々は黒田たちが属する勢力と敵対関係にある軍勢力が統治する街の住民で、慶太ともどもそれなりに平和が保たれた日々を過ごす、普通の少女であった。しかし、家族を失い、緑の野戦服を着た兵士たちに集団レイプをされた上に慶太を殺されたことで、心に憎悪の炎を灯し、それでいて冷徹に狙った相手を仕留めるスナイパーへと化す。
彼女のスナイパーとしての技量は高く、着陸態勢のヘリコプターをパイロットを狙撃して倒すことでコントロールを失わせ、墜落させるという妙技を見せている。また、一同が一夜を過ごした建物の中へと気付かれずに潜入する場面もあり、狙撃以外にも優れていることが見て取れる。一方で先述の過酷な過去の体験から、劇中での行動は単なる狙撃ではなく「女性を犯した兵士と、兵士に犯された女性狙いの狙撃」であり、これが丸腰の女性であっても殺害に至る流れとなっているが、劇中では狙った相手を別の者がかばったり、危険な敵を狙撃して倒すも、それによってかえって敵意が膨れ上がった別の敵を危険と判断して狙撃するという場面もあった。
なお、劇中の女性陣の中で（水着姿や服を剥かれるなどして裸になった姿を別にして）いわゆる「へそ出しルック」をしているのは智子と彼女だけである。
ラストに登場する、「内戦が起こるも、既に終結して久しい平和な日本」においては、スナイパーと化すことなく平和な日々を生きる普通の女性で、海岸で慶太と一緒にいたところで宇喜多姉妹と遭遇し、笑顔で接している。
本作は基本的に彼女と黒田たちとの追跡戦と、彼女の過去が交互に描かれる展開となっており、その意味で彼女は本作の「裏の主人公」とも呼べる存在。

## スタッフ
- 原作・脚本・絵コンテ・監督 - 金澤勝眞
- 製作 - 豪冠太郎
- 企画 - 天地悠太
- プロデューサー - H KAN、小池正則
- アニメーションプロデューサー - Show隈部
- 演出 - 羽目鳥貘（第一話）、こんのせい（第二話）
- キャラクターデザイン - 山田正樹
- 作画監督 - 飯島弘也
- 美術監督 - 村上律子
- 色彩設定・仕上検査 - 今川和行
- 撮影監督 - 岡崎英夫（第一話）、中島秀剛（第二話）
- 音楽監督 - 響楽士
- 音楽 - 高浜輝夫
- 特殊効果 - 福田直征
- 制作担当 - 布施康之
- 制作協力 - スタジオ九魔
- 制作 - TripleX
- 製作 - blue eyes

## パッケージ
DVDとVHSで発売された。
- 『ダーク・シェル 檻の中の艶』第一話 エデンを失う時 2003年6月25日発売 BLES-29009
- 『ダーク・シェル 檻の中の艶』第二話 すすり泣く肌 2003年9月25日発売 BLES-29012
- 『ダーク・シェル 檻の中の艶』コンプリート版 2008年2月29日発売 MGOD-27
- 『ダーク・シェル 檻の中の艶［完全版］』 2011年2月25日発売 BLSE-011